# Interpretaciones religiosas de la teoría del Big Bang
Desde el surgimiento de la teoría del Big Bang como el paradigma cosmológico dominante, ha habido una variedad de reacciones por parte de grupos religiosos con respecto a sus implicaciones para las cosmologías religiosas. Algunos aceptan la evidencia científica al pie de la letra, algunos buscan armonizar el Big Bang con sus principios religiosos y algunos rechazan o ignoran la evidencia de la teoría del Big Bang.

## Trasfondo
El Big Bang en sí es una teoría científica y, como tal, se mantiene o fracasa según su concordancia con las observaciones. Sin embargo, como teoría que aborda la naturaleza del universo desde su existencia más temprana discernible, el Big Bang conlleva posibles implicaciones teológicas con respecto al concepto de creación de la nada. Muchos filósofos ateos han argumentado en contra de la idea de que el Universo tenga un comienzo: el universo simplemente podría haber existido durante toda la eternidad, pero con la evidencia emergente de la teoría del Big Bang, tanto los teístas como los físicos lo han considerado capaz de explicarse mediante el teísmo.;  un argumento filosófico popular a favor de la existencia de Dios conocido como el argumento cosmológico Kalam se basa en los conceptos del Big Bang. En las décadas de 1920 y 1930, casi todos los cosmólogos importantes preferían un universo eterno en estado estacionario, y varios se quejaron de que el comienzo de los tiempos implícito en el Big Bang importaba conceptos religiosos a la física; esta objeción fue repetida más tarde por los partidarios de la teoría del estado estacionario, quienes rechazaron la implicación de que el universo tuvo un comienzo. Algunas interpretaciones fundamentalistas de ciertas religiones entran en conflicto con la historia del universo postulada por la teoría del Big Bang, la mayoría de las interpretaciones son liberales.[cita requerida]

## Hinduismo
La visión puranas de los hindúes es la de una cosmología universal eterna, en la que el tiempo no tiene un comienzo absoluto, sino que es infinito y cíclico, en lugar de un universo que se originó a partir de un Big Bang. Sin embargo, la Encyclopædia of Hinduism, haciendo referencia a Kaṭha-upaniṣad 2:20, afirma que la teoría del Big Bang recuerda a la humanidad que todo provino del Brahman, que es "más sutil que el átomo, más grande que el más grande". Consiste en varios "Big Bangs" y "Big Crunches" que se suceden de forma cíclica.
El Nasadiya-sukta, el Himno de la Creación en el Rigveda (10:129), menciona que el mundo comienza de la nada gracias al poder del calor. Esto puede considerarse correspondiente a la teoría del Big Bang.

ENTONCES no era inexistente ni existente: no había ningún reino de aire, ni cielo más allá de él.
¿Qué cubre y dónde? ¿Y qué le dio cobijo? ¿Había agua allí, una profundidad de agua insondable?
Rig-veda X.129.1

La muerte no existía entonces, ni había nada inmortal: no había allí ninguna señal que dividiera el día y la noche.
Esa Cosa Única, sin aliento, respirada por su propia naturaleza: aparte de ella no era nada en absoluto
Rig-veda X.129.2

Varios científicos modernos destacados han señalado que el hinduismo (y también el budismo y el jainismo, por extensión, ya que las tres religiones comparten la mayoría de estas filosofías) es la única religión (o civilización) en toda la historia registrada que tiene escalas de tiempo y teorías en astronomía (cosmología), que parecen corresponder a los de la cosmología científica moderna, por ejemplo, Carl Sagan, Niels Bohr, Erwin Schrödinger, Werner Heisenberg, Robert Oppenheimer, George Sudarshan, Fritjof Capra, etc. Roger Penrose se encuentra entre los físicos actuales que creen en un modelo cíclico para el Universo, en el que hay ciclos alternos que consisten en Big Bangs y Big Crunches, y describe este modelo como "un poco más "como la filosofía hindú" en comparación con las religiones abrahámicas.

## Cristianismo
La teoría del Big Bang fue desarrollada en parte por un sacerdote católico, Georges Lemaître, que creía que no había conexión ni conflicto entre su religión y su ciencia. En la reunión de apertura de la Academia Pontificia de las Ciencias, el 22 de noviembre de 1951, el Papa Pío XII declaró que la teoría del Big Bang no entra en conflicto con el concepto católico de creación. Pío XII vio la teoría de Lemaître como confirmación de la creación de la doctrina cristiana, pero el astrofísico se opuso a esta declaración. Para Lemaître, el Big Bang no es prueba ni refutación de tal artículo de fe, es una asunto "al margen de cualquier cuestión metafísica o religiosa. Esto se encuentra en consonancia con Isaías, que habla del Dios escondido, escondido incluso en el comienzo del universo". Dijo:
«La revelación divina no nos ha enseñado lo que éramos capaces de descubrir por nosotros mismos, al menos cuando esas verdades naturales no son indispensables para comprender la verdad sobrenatural. Por tanto, el científico cristiano va hacia adelante libremente, con la seguridad de que su investigación no puede entrar en conflicto con su fe. Incluso quizá tiene una cierta ventaja sobre su colega no creyente; en efecto, ambos se esfuerzan por descifrar la múltiple complejidad de la naturaleza en la que se encuentran sobrepuestas y confundidas las diversas etapas de la larga evolución del mundo, pero el creyente tiene la ventaja de saber que el enigma tiene solución, que la escritura subyacente es al fin y al cabo la obra de un Ser inteligente, y que por tanto el problema que plantea la naturaleza puede ser resuelto y su dificultad está sin duda proporcionada a la capacidad presente y futura de la humanidad».
Algunas denominaciones cristianas protestantes conservadoras también han acogido con satisfacción la teoría del Big Bang como apoyo a una interpretación histórica de la doctrina de la creación; sin embargo, los partidarios del Creacionismo de la Tierra joven, que abogan por una interpretación muy literal del Libro del Génesis, tienden a rechazar la teoría.

## Bahaísmo
Bahá'u'lláh, el fundador del bahaísmo, ha enseñado que el universo "no tiene principio ni fin". En la Tabla del Carmelo ("Lawh-i-Hikmat", escrita entre 1873 y 1874). Bahá'u'lláh afirma: "Aquello que existió había existido antes, pero no en la forma que ves hoy. El mundo de la existencia llegó a existir a través del calor generado por la interacción entre la fuerza activa y aquello que es su destinatario. Estos dos son iguales, pero son diferentes." La terminología utilizada aquí se refiere a la antigua filosofía griega e islámica (Al-Kindi, Avicena, Fakhr al-Din al-Razi y Shaykh Ahmad). En un texto antiguo, Bahá'u'lláh describe la creación sucesiva de las cuatro naturalezas: calor y frío (la fuerza activa), sequedad y humedad (los receptores), y los cuatro elementos fuego, aire, agua y tierra. Acerca de la frase "Aquello que existió, existió antes, pero no en la forma que ves hoy", 'Abdu'l-Bahá ha afirmado que significa que el universo está evolucionando. También afirma que "la sustancia y materia primaria de los seres contingentes es el poder etéreo, que es invisible y sólo se conoce a través de sus efectos... La materia etérea es en sí misma a la vez la fuerza activa y el receptor... es el signo de la Voluntad Primordial en el mundo fenoménico... La materia etérea es, por tanto, la causa, ya que de ella surgen la luz, el calor y la electricidad, y también es el efecto, pues a medida que en ella se producen vibraciones, se hacen visibles... ".
Jean-Marc Lepain, Robin Mihrshahi, Dale E. Lehman y Julio Savi sugieren una posible relación de esta afirmación con la teoría del Big Bang.

## Islam
Escribiendo para el Boletín de Estudios del Área Islámica de Kioto, Haslin Hasan y Ab. Hafiz Mat Tuah escribió que las ideas científicas modernas sobre cosmología están creando nuevas ideas sobre cómo interpretar los términos cosmogónicos del Corán. En particular, algunos grupos musulmanes modernos han abogado por interpretar el término al-sama, tradicionalmente considerado una referencia tanto al cielo como a los siete cielos, como si se refiriera al universo en su conjunto.
Mirza Tahir Ahmad, líder de la comunidad Ahmadía, afirmó en su libro Revelación, Racionalidad, Conocimiento y Verdad que la teoría del Big Bang fue predicha en el Corán. Hizo referencia al versículo 30 de la Surat al-Anbiyāʼ, que dice que los cielos y la tierra eran una entidad unida:

¿Acaso los incrédulos no reparan que los cielos y la Tierra formaban una masa homogénea y la disgregamos, y que creamos del agua a todo ser vivo? ¿Es que aún después de esto no creerán?
أولم ير الذين كفروا أن السماوات والأرض كانتا رتقا ففتقناهما وجعلنا من الماء كل شيء حي أفلا يؤمنون
Corán 21:30

Esta visión de que el Corán hace referencia a la singularidad inicial del Big Bang también es aceptada por muchos eruditos musulmanes fuera de la comunidad Ahmadía, como Muhammad Tahir-ul-Qadri, que es un erudito sufí, y Muhammad Asad, que era un no confesional. Erudito musulmán. Además, algunos académicos como Faheem Ashraf de la Fundación Internacional de Investigación Islámica, Inc. y Sheikh Omar Suleiman del Instituto Yaqeen para la Investigación Islámica sostienen que la teoría científica de un universo en expansión se describe en Sūrat adh-Dhāriyāt:

Y el cielo, lo construimos con fuerza. Y, ciertamente, asignamos un vasto espacio.
والسماء بنيناها بأيد وإنا لموسعون
Corán 51:47

## Lectura adicional
- Leeming, David Adams, and Margaret Adams Leeming, A Dictionary of Creation Myths. Oxford University Press (1995), ISBN 0-19-510275-4.
- Pius XII (1952), "Modern Science and the Existence of God," The Catholic Mind 49:182–192.
- Ahmad, Mirza Tahir, Revelation, Rationality, Knowledge & Truth Islam International Publications Ltd (1987), ISBN 1-85372-640-0. The Quran and Cosmology
- Wickman, Leslie, "God of the Big Bang: How Modern Science Affirms the Creator," Worthy Publishing (2015), ISBN 978-1617954252.